# Cucina peruviana
La cucina peruviana è una delle più variegate del mondo e il Perù è il paese con il maggior numero di piatti tipici: 491 con piatti di livello equivalente a quello delle gastronomie francese, italiana, cinese e indiana.
Nella cucina peruviana si trovano almeno 5.000 anni di storia preincaica, incaica, coloniale e repubblicana. Si considerano quasi tre secoli di contributi culinari spagnoli, (influenzati inizialmente da presenza musulmana nella penisola iberica), i costumi gastronomici importati dagli schiavi della costa atlantica africana e la forte influenza degli usi e costumi culinari degli chef francesi che fuggirono dalla Rivoluzione francese del loro paese per mettere radici nella capitale del vicereame del Perù, Lima. Importante è stata anche l'influenza dei cinesi-cantonesi, giapponesi, italiani dal XIX secolo e altri europei. Questa miscela di tradizioni e culture culinarie fa sì che la cucina peruviana abbia l'esclusiva particolarità della "coesistenza di cibi e sapori appartenenti a quattro continenti", e questo dalla seconda metà del XIX secolo.
Questa gastronomia annovera vari primati a livello mondiale per la sua varietà, quantità e qualità.
Le arti culinarie peruviane sono in costante evoluzione e questo, sommato alla varietà dei piatti tradizionali, rende impossibile stabilire una lista completa dei suoi piatti rappresentativi: solo lungo la costa peruviana esistono più di 2500 differenti tipi di zuppe e 250 dolci tradizionali.
La grande varietà della gastronomia peruviana è basata su tre fonti:
- la particolarità della geografia peruviana;
- la somma di gruppi etnografici e culture che hanno formato il paese;
- l'adattamento delle culture autoctone millenarie alla cucina moderna.

## Caratteristiche principali
In Perù, la cucina è stata il punto di incontro di diverse culture, anche grazie agli incroci tra i vari gruppi etnografici che hanno caratterizzato la storia del paese. La cucina classica peruviana è molto attraente per i suoi colori e per i sapori piccanti, generalmente dati da varie specie di peperoncino, che è uno degli ingredienti principali. In alcuni piatti inoltre, peperoncini non piccanti sono utilizzati per dare colore alla presentazione dei piatti tipici o per modificarne il gusto. Il riso è un alimento che accompagna molti piatti della gastronomia di questo paese, reso popolare principalmente dal XIX secolo con l'influenza cinese-cantonese.

### Ingredienti principali
L'immensa varietà degli ingredienti (sia nativi, che importati) che esiste nelle terre peruviane permise l'evoluzione di una culinaria diversificata.
Al giorno d'oggi nella cucina peruviana convivono, senza opporsi, forti tradizioni regionali e una moderna e continua reinvenzione dei piatti; pertanto vengono utilizzati molti ingredienti di origine ancestrale:
- Patata: l'antenata di tutte le varietà di patate del mondo è di origine peruviana[4] Attualmente si coltivano 4.000 varietà di patate in Perù. Il Centro Mondiale di investigazioni e conservazione genetica della patata (CIP) ha la sua sede in Perù. La patata: fu introdotta inizialmente in Spagna e poi in Inghilterra alla fine del XVI secolo e si convertì nell'alimento principale di molti popoli. Nel resto d'Europa inizialmente servì come alimento per gli animali, fino a che il farmacista Antoine Parmentier, che era solito dare banchetti, non fece assaggiare ai suoi ospiti dei piatti a base di patate, convincendoli che questo alimento poteva essere una base anche per l'alimentazione umana;
- Camote (in Italia nota come patata americana o patata dolce): sono presenti 2.016 varietà al mondo; in Perù viene prodotto il 65% del totale mondiale;
- Peperoncino: pianta originaria del Messico e del Perù, diffusa in tutto il mondo principalmente dai navigatori spagnoli e portoghesi, a causa del suo alto valore vitaminico che proteggeva dallo scorbuto. Al giorno d'oggi alcune delle sue varietà, come l'ají amarillo o peperoncino giallo e il rocoto si coltivano quasi unicamente in Perù;
- Pomodoro: le ricerche più recenti sembrano indicare che l'origine del pomodoro fu nell'attuale territorio dell'Ecuador; comunque sarebbe stata una pianta di coltivazione parallela in Messico (da dove ebbe il nome) e Perù;
- Frutta: 650 specie di piante da frutta sono originarie del territorio peruviano;
- Platano: un grande numero di specie furono introdotte dall'Africa e dall'Asia;
- Chirimoya: frutta d'origine peruviana dalla buccia verde, con una polpa bianca sugosa, di aroma peculiare e sapore dolce. Il dottor Fernando Cabieses Molina, noto studioso della alimentazione e della medicina nell'antico Perù, oltre che esperto nutrizionista, dichiarava: "È una frutta regina e non necessita di essere gustata accompagnata da altri cibi, né di essere camuffata per trionfare in qualunque tavola... Chi la prova non smetterà di mangiarla."[5]
- Lùcuma: simile alla cherimoya, forse uno dei frutti più straordinari del Perù, ha un sapore e un aroma molto intensi ed è stata dai tempi antichi componente di numerosi dolci e gelati.
- Achiote: seme di una pianta originaria del Perù e del Centro America, ha un colore rossiccio che si usa per dare sapore e colore alle pietanze; utilizzato in tutto il mondo.
- Pesce: in Perù sono presenti circa 2000 specie di pesci, sia marini che di fiume; in particolare il Perù è il primo luogo al mondo per la quantità di pesci di fiume.
- Il tarwi (o lupino): leguminosa con un alto contenuto proteico.
- Il mais (35 ecotipi differenti): dividendo l'origine con tutta l'America centrale, arrivò in Europa inizialmente come alimento per gli animali per poi, in diverse forme e preparazioni, rendersi indispensabile alle tavole del mondo intero.
- Altro: sono presenti in Perù molti altri prodotti alimentari, come peperoncini, cucurbitacee, condimenti, vari tuberi e granaglie andine. Negli scambi con i continenti Africa e Asia, furono importati diversi prodotti come il platano e il limone. Esistono molte altre coltivazioni ancestrali di crescente popolarità e uso avanguardista (come ad esempio il nutrimento degli astronauti), come nel caso della quinoa, della kañiwa, e della kiwicha. Similmente si possono incontrare nel Perù prodotti commestibili nativi della selva, come il saùco o sambuco, il camu camu (contenente alti livelli di vitamina C) o il yacón (molto raccomandato per i diabetici) e la uña de gato (nota nella medicina popolare per le sue proprietà curative del cancro.[6]

## Storia
La presenza di diverse altitudini della cordigliera delle Ande nel Perù e la sua vicinanza con l'equatore, permise l'esistenza di una serie di microclimi e di specie, dalle zone dei ghiacciai alle selve tropicali (con 84 delle 104 zone climatiche del pianeta, il Perù è uno dei 12 paesi del mondo che possiede il maggior numero di biodiversità). Possiede condizioni climatiche adatte per la coltivazione di frutta e verdura durante tutto l'anno; inoltre, la corrente di Humboldt, costituita da acqua fredda che scorre nell'Oceano Pacifico di fronte alla costa peruviana, permette l'esistenza di una grande varietà di pesci e frutti di mare (il Perù è uno dei principali commercianti di pesce al mondo).

### I tempi precolombiani (fino al 1532)
Le Ande centrali peruviane furono il più grande centro di coltivazione di piante del mondo antico. In questa zona furono coltivate specie native come il mais, tuberi (4000 varietà di patate e molte di camote]),yuca o mandioca, oca, maca, graminacee (quinoa, kiwicha o amaranto, cañihua, molti tipi di frutta e verdura (cherimoya, lùcuma, pacay, pomodoro, calabaza, avocado, tumbo, sauco), leguminose (fagioli, arachidi) e una infinità di erbe aromatiche.

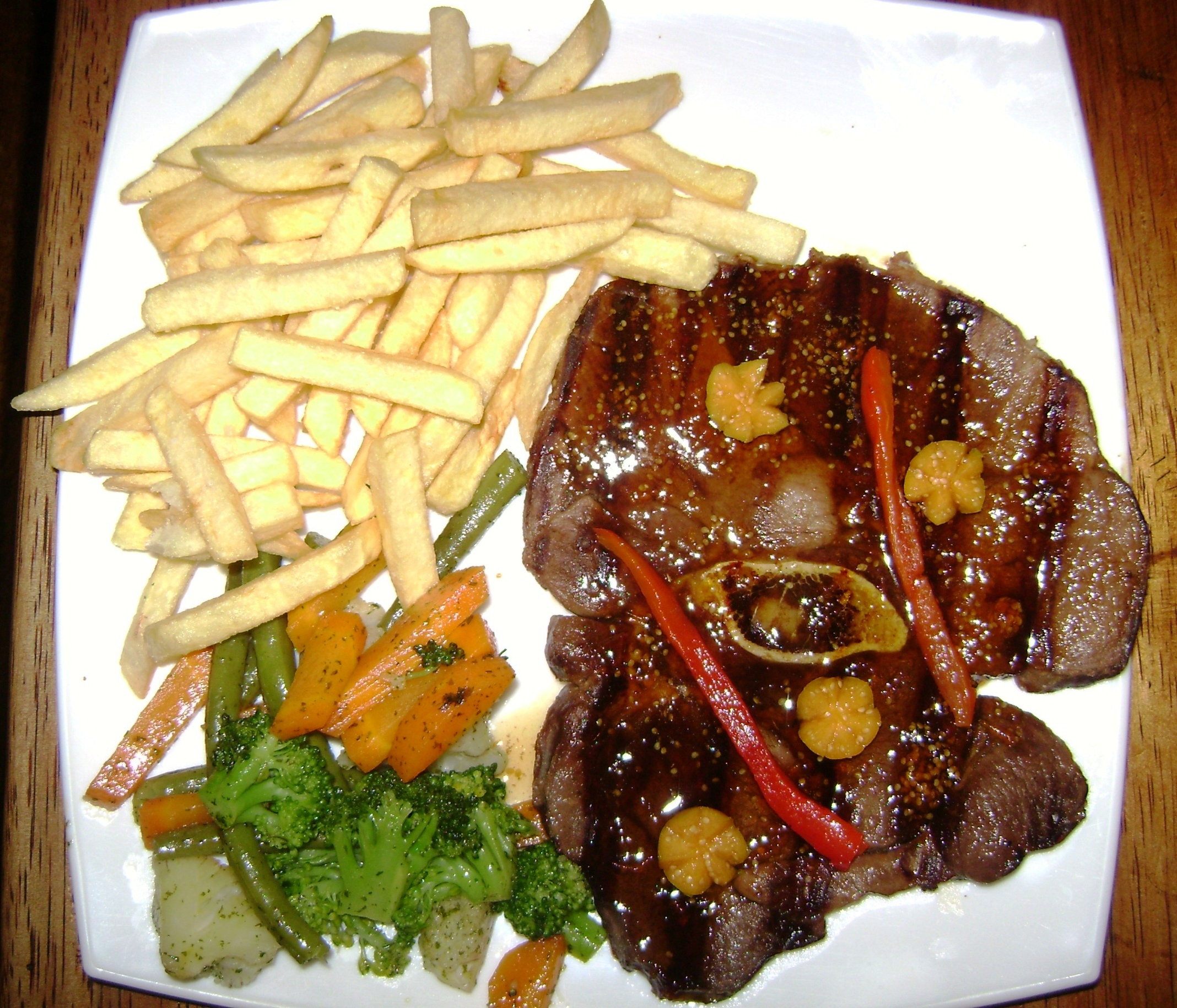
Alpaca in salsa di aguaymanto

Prima dell'arrivo europeo, il Perù ospitava una grande varietà di culture, tutte sottomesse dall'Impero inca, ognuna delle quali aveva caratteristiche gastronomiche particolari (benché vi fossero delle caratteristiche accomunanti, secondo i cronisti della conquista).
I principali condimenti erano erbe aromatiche, cochayuyo (un tipo di alga fluviale), Sale e soprattutto il peperoncino, chiamato uchu al tempo degli inca e considerato oggi come un elemento fondamentale della cucina peruviana. L'Inca Garcilaso de la Vega nel libro Comentarios Reales de los Incas scrisse: "I miei conterranei sono tanto amici dell'uchu, che non ne farebbero a meno nemmeno per un'erba cruda". Era comune la preparazione di alimenti di forma disidratata, per evitare la sua decomposizione, come ad esempio il «charqui» (carne disidratata e salata) e il caui (che è la oca seccata al sole).
Gli antichi peruviani, inoltre, consumavano immense quantità di pesce e frutti di mare e completavano la propria dieta con carne di anatra, cuy (cucina) (cavia peruviana o porcellino d'India), cammellidi domestici (alpaca e lama principalmente). Nelle società della costa nord, inoltre, si consumava la carne di certe lucertole e di cervi. Nelle zone della Selva orientale si nutrivano di tutte le specie che produceva la foresta amazzonica.
Da epoche millenarie, gli antichi peruviani preparavano chupes (zuppe) e condimenti (la carapulcra, per esempio, è considerata il tipo di sugo peruviano più antico); elaboravano ricette con specie marine crude, marinate con il peperoncino e altre erbe, da dove ebbe poi origine il ceviche che da oltre cinque secoli aveva un altro nome in quechua. Avevano forme di processamento degli alimenti: salavano il pesce, tostavano il mais (ottenendo la cancha salada, o semplicemente cancha, che ancor oggi è l'antipasto peruviano più semplice e popolare) o pelavano i suoi grani e li seccavano al sole (ottenendo il mote). Preparavano il charqui  (carne di cammellide disseccata, salata e sfilacciata) e diversi altri tipi di chuño (tuberi seccati e congelati alle intemperie). Cucinavano in pentole di terracotta e in alcune occasioni, organizzavano grandi banchetti di carne e vegetali a partire da forni scavati nella terra (pachamanca e huatias). Bevevano diversi tipi di birre di mais (chicha) e di yuca (masato).
La gastronomia appare in varie leggende e storie precolombiane: nella leggenda su "Llampayeq" (Lambayeque), scritta da Frate Miguel Cabello Balboa nel 1532, si menziona il cuoco del Re Naylamp chiamato Occho Colo nel Regno Sicán del IX secolo; nella leggenda dei fratelli Ayar si menziona che essi uscirono dal Cerro Tamputoco (dal Quechua Tampu o Tambu = magazzino per alimenti) e i loro nomi furono Ayar Cachi (quinua con sale), Ayar Uchu (quinua con peperoncino), Ayar Auca (quinua con fagioli), Ayar Manco (chi cura la quinua)

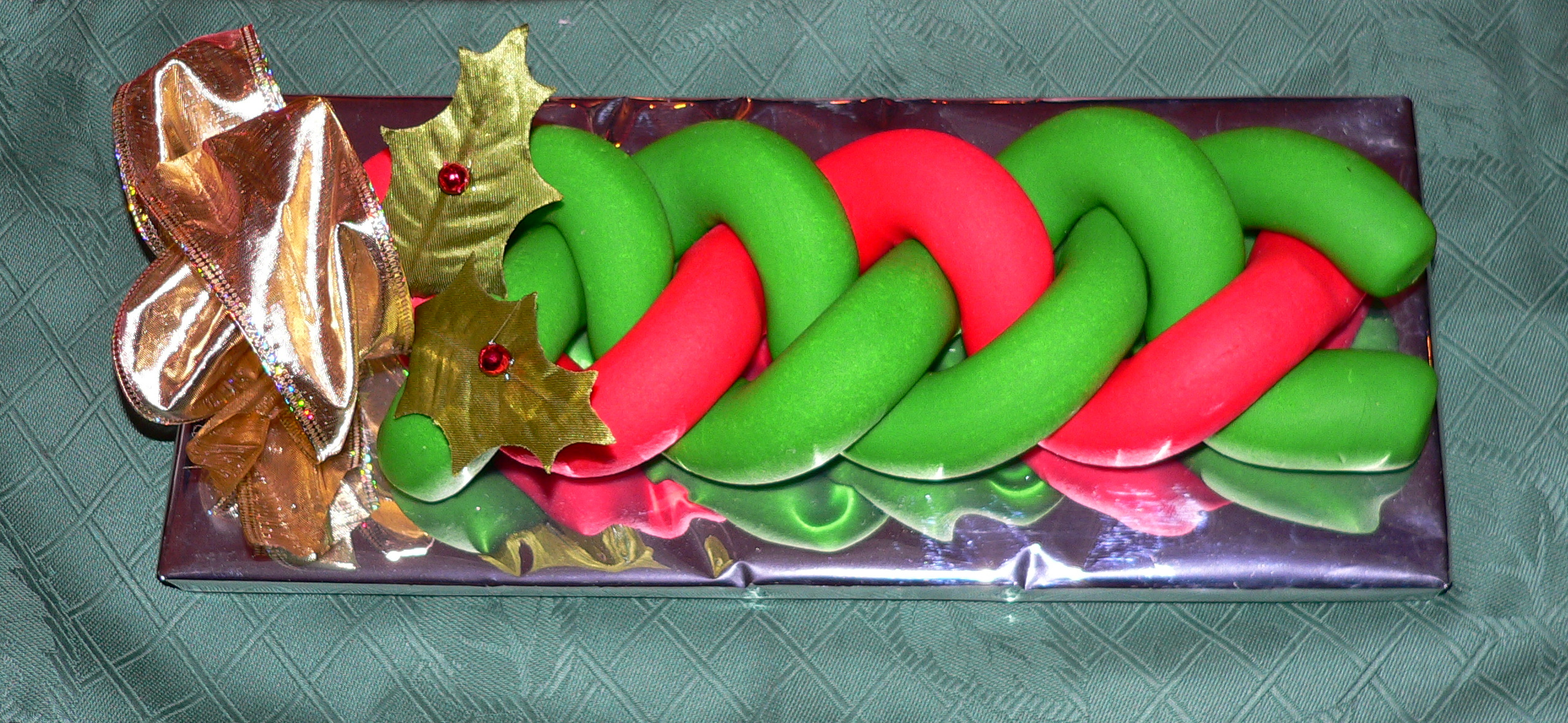
Treccia di maná con decorato per Natale

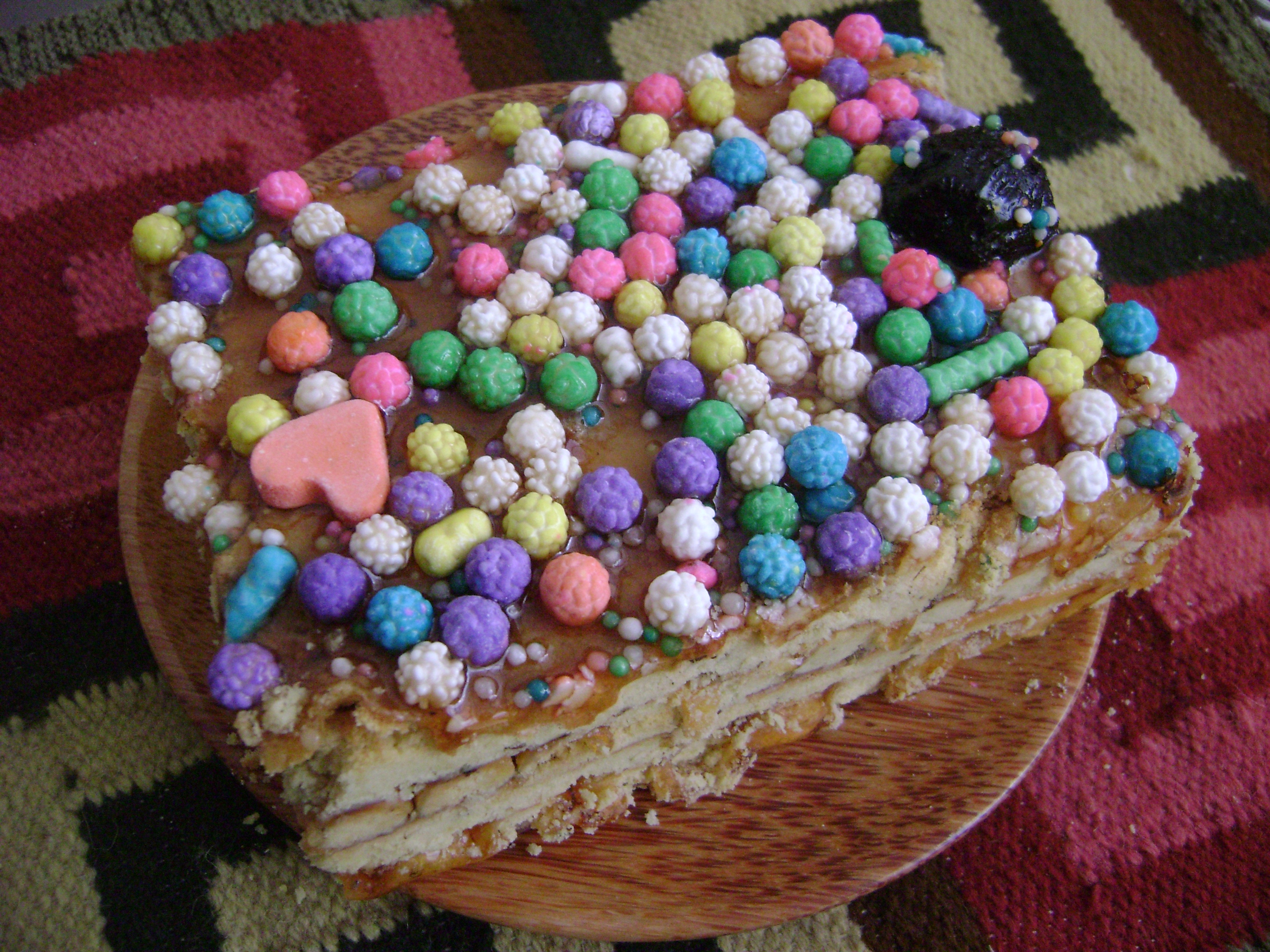
Turrón de Doña Pepa. Lima, Perù.

### I tempi coloniali (1532-1821)
Dall'inizio della presenza spagnola si unirono nuovi usi e costumi culinari con l'inizio del Vicereame del Perù.
La frittura, l'uso dei latticini (per la preparazione di "chupes" o zuppe), oltre alla carne bovina, suina, uova di gallina e nuovi uccelli da cortile; inoltre vennero introdotte alcune coltivazioni che risultarono essenziali per la nuova cucina, come la cipolla e l'aglio, che combinati con il peperoncino, sarebbero divenuti gli ingredienti di base di molti piatti peruviani.
Altre coltivazioni di importazione furono il limone peruviano (di origine araba è uno dei componenti del millenario ceviche, la vite (da cui si origina il pisco e i vini (anch'essi introdotti all'inizio di questo periodo).
Nei primi incontri tra spagnoli e nativi, durante la conquista dell'Impero Inca, si scambiavano i pezzi di maiale iberico fritto con le patate, il camote e il mais. Francisco Pizarro, che allevava maiali nella sua infanzia era molto affezionato al piatto chiamato chicharrón durante gli inizi della presenza spagnola in questo territorio.
La dedizione di molti conventi di monache alla cucina in un paese dove abbondavano le piantagioni di zucchero (specie importata sempre dagli spagnoli) e immense varietà di frutta nativa diede origine ad una grande tradizione dolciaria.
Gli schiavi africani contribuirono con una serie di sughi, oltre all'uso delle parti molli delle carni, scartata dall'élite, che condivano abbondantemente per diminuire i forti sapori della carne e cucinavano alla brace. Da qui ebbero origine i piatti della cucina criolla, come per esempio: l'anticucho, la sangrencita, il camote con ripieno, il cau-cau, la pancita, il rachi, le mollejitas, la chanfainita, la zampetta con arachidi, il choncholí e il tacu-tacu.
L'antropologo peruviano Humberto Rodríguez Pastor fa notare che il tipo di tamal tradizionale peruviano è un'eredità afroperuviana. Il tamal peruviano fu introdotto in questo territorio sin dai primi anni della presenza spagnola.
Giunse in questi luoghi con gli schiavi africani, la maggior parte dei quali proveniva dalla costa atlantica africana e segnò demograficamente la ciudad de los Reyes poiché già nel XVII secolo più del 60% della popolazione della capitale era di origine africana.

### I tempi repubblicani (Dal 1821)
Dopo l'Indipendenza del Perù si verificarono una serie di migrazioni di diversa origine che contribuirono con le proprie tradizioni alla già dinamica cucina locale. La migrazione dei cinesi-cantonesi della metà del XIX secolo introdusse i piatti cotti a fuoco forte e i sapori agrodolci nelle carni, oltre all'uso di nuove erbe e alla salsa di soia. Ma il suo maggior contributo fu il riso. Sebbene si consumasse già dal XVI secolo, fu dopo la migrazione cinese che il riso fu reso popolare e si convertì nel contorno peruviano per eccellenza, a discapito del pane. Il riso preferito dai peruviani è di grano lungo, non molto cotto, insaporito con aglio e sale (a differenza della cucina cinese).
Un'altra immigrazione nella seconda metà del XIX secolo non meno influente, fu quella italiana, che rese popolare l'uso della pasta, il dolce di barbabietola, i dolci e dessert come il panettone (praticamente obbligatorio durante le festività).
La migrazione giapponese della fine delXIX secolo, infine, influì notevolmente sulla cucina a base di pesce. Tagli e tecniche giapponesi, molto prolisse nella presentazione dei piatti, si uniscono a salse e preparazioni peruviane e nasce una nuova culinaria nel Perù. Così per esempio dall'incrocio del sashimi giapponese e del cebiche peruviano nacque il tiradito.

### La cucina peruviana nel mondo attuale
Nell'ultimo decennio del XX secolo, la cucina peruviana cominciò a rendersi popolare al di fuori del Perù. Nel IV Convegno Internazionale di Gastronomia Madrid Fusión, realizzata dal 17 al 19 gennaio 2006 la città di Lima fu dichiarata capitale gastronomica d'America
Grazie a questa ricca varietà e all'armonia dei suoi sapori e alimenti impiegati, la gastronomia peruviana è costantemente premiata a livello internazionale e i suoi chef ottengono spesso medaglie e prestigio internazionale.
Un elemento importante è la sua costante apertura alle innovazioni e al continuo sviluppo di nuovi piatti, aggiungendo alla gastronomia la ricerca continua della sperimentazione avanguardista. Un esempio è la reinvenzione di piatti già noti, come il Pollo a la brasa (pollo alla brace). A questa costante innovazione si unisce anche la tradizione regionale che contribuisce ai piatti con colori e prodotti alimentari originali (si veda ad esempio la cucina novoandina).
Infine una novità recente sono le famose Rotte Gastronomiche

#### Cucina novoandina
La cucina novoandina è un nuovo stile culinario sorto in Perù grazie all'interesse di gastronomi locali di riproporre piatti tradizionali locali del passato preispanico, rivalorizzando così molti ingredienti autoctoni. A questi alimenti vengono aggiunti elementi provenienti da altri paesi, come quelli europei.
Alcuni dei prodotti nativi utilizzati sono il tarwi, chuño (patate gelate e seccate al sole di color scuro), quinoa, kiwicha, moraya  (patate gelate e seccate al sole di color bianco), cochayuyu (alga fluviale), maca, coca, uchu, olluco, oca; vengono utilizzati in piatti come il chinotto o il coca sour.
Lima, capitale cosmopolita e meticcia, si è convertita nella sede principale di questa corrente culinaria, benché sia di gran auge anche in altri luoghi, come Huaraz, Cusco o Huancayo.

#### Premi internazionali
- Tra i premi conferiti dal Premios Gourmand 2006 si trovano cinque pubblicazioni sulla gastronomia peruviana.[14] I vincitori furono:

1. Perù, mucho gusto, Casa editrice El Comercio e PromPerù (premio speciale della giuria)
2. Guida gastronomica del Perù: il manuale del buon gourmet di María Rosa Arrarte (vincitrice nella categoria miglior guida del mondo)
3. Dizionario di gastronomia peruviana tradizionale di Sergio Zapata Acha (menzione d'onore nella categoria: Miglior Libro di Storia Culinaria del Mondo)
4. Eat Smart in Perù di Joan Peterson (vincitore nella categoria miglior guida di viaggi culinari)
5. Ali dei cherubini  (libro sul Pisco punch) di Guillermo Toro-Lira (medaglia d'argento nella categoria miglior libro.

- Diego Oka Hosaka e Hajime Kasuka, chef di cucina peruviani ottennero il primo premio del Concurso Internacional de Cocina del Atùn Rojo (tonno rosso) a Cerdeña,  tra il 17 e il 20 maggio 2007.[15]
- Il 2 luglio 2009, si conferirono a Parigi altri 5 premi a edizioni con contenuti gastronomici da parte di Gourmand World Cookbook Awards nel prestigioso scenario del locale La Comédie Française.[16][17] Le edizioni vincitrici furono:

1. Miglior libro del mondo in materia gastronomica: "500 años de fusión", di Gastón Acurio edito a Lima dal periodico El Comercio.
2. Miglior guida dei ristoranti: "Lima 40 restaurantes 40 espacios", di Mixmade Producciones Editoriales
3. Miglior libro di storia gastronomica: "Cusco, el imperio de la cucina", di Rosario Olivas Weston
4. Alla migliore tradizione: "Peruvian Potato, History and Recipes", di Sara Beatriz Guardia.
5. Miglior libro di storia di una bevanda: "Chica peruviana. Una bebida, una cultura", di Rafo León.

## Piatti principali
Al giorno d'oggi, il ceviche, il pollo a la brasa e i piatti di chifa costituiscono i rappresentanti più popolari della cucina peruviana, essendo consumati massivamente in tutto il territorio peruviano ed esistendo versioni per tutte le classi sociali: da preparati molto economici, da consumarsi "al momento", a piatti gourmet molto esclusivi.

### Ceviche

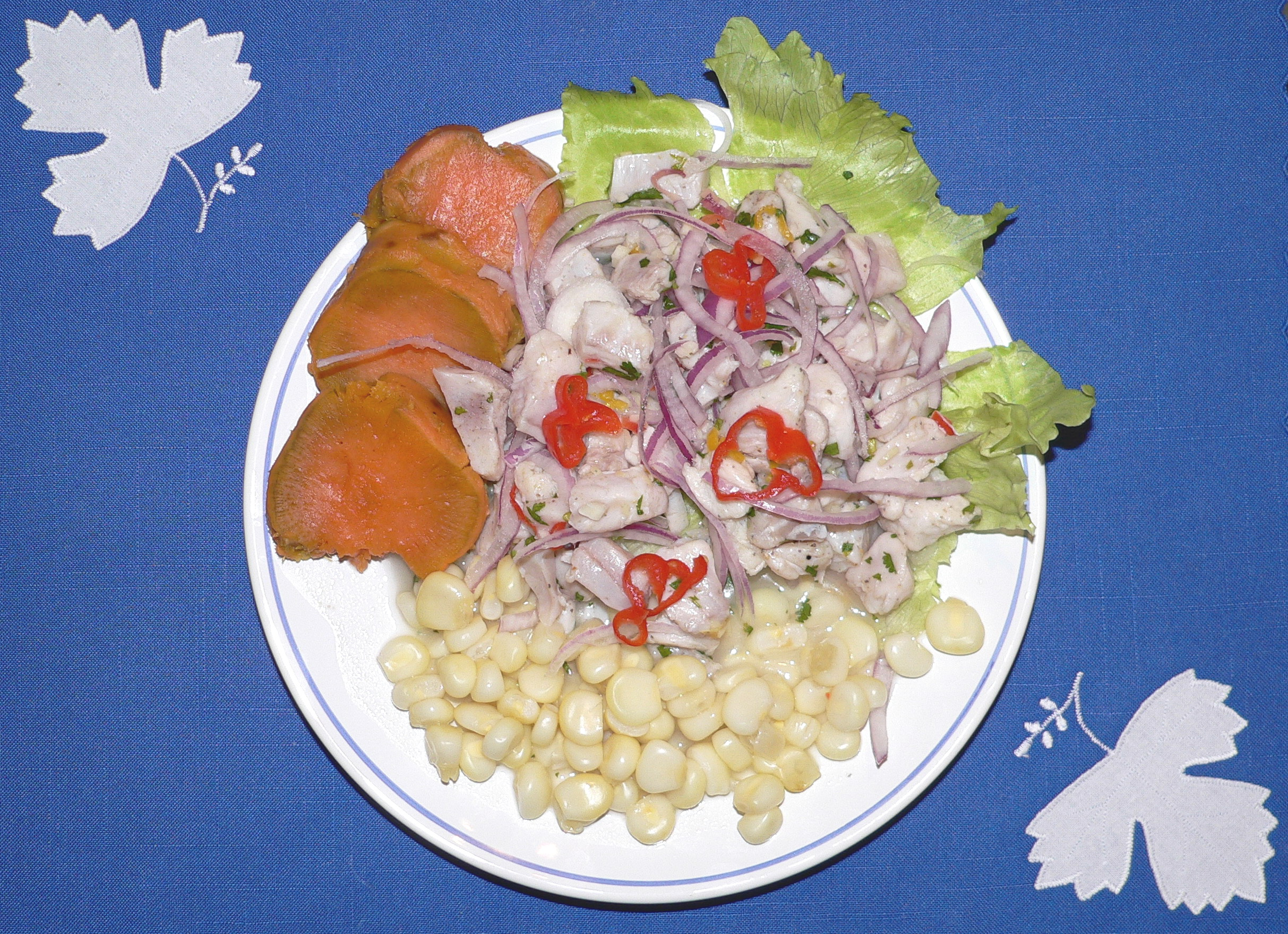
Ceviche

Il ceviche, cebiche, seviche o sebiche è un piatto ampiamente diffuso e dichiarato Patrimonio Culturale della Nazione dal governo peruviano. La ricetta base del ceviche è la stessa in tutte le regioni: pesce a pezzetti, succo di lime, cipolla rossa, peperoncino e sale a piacere. I pesci utilizzati sono diversi e includono sia specie di acqua dolce che di acqua salata. Possono comparire anche altri frutti di mare, alghe marine e vegetali. Il piatto è accompagnato da prodotti locali come: camote, yuca e foglie di lattuga.

### Pollo a la brasa

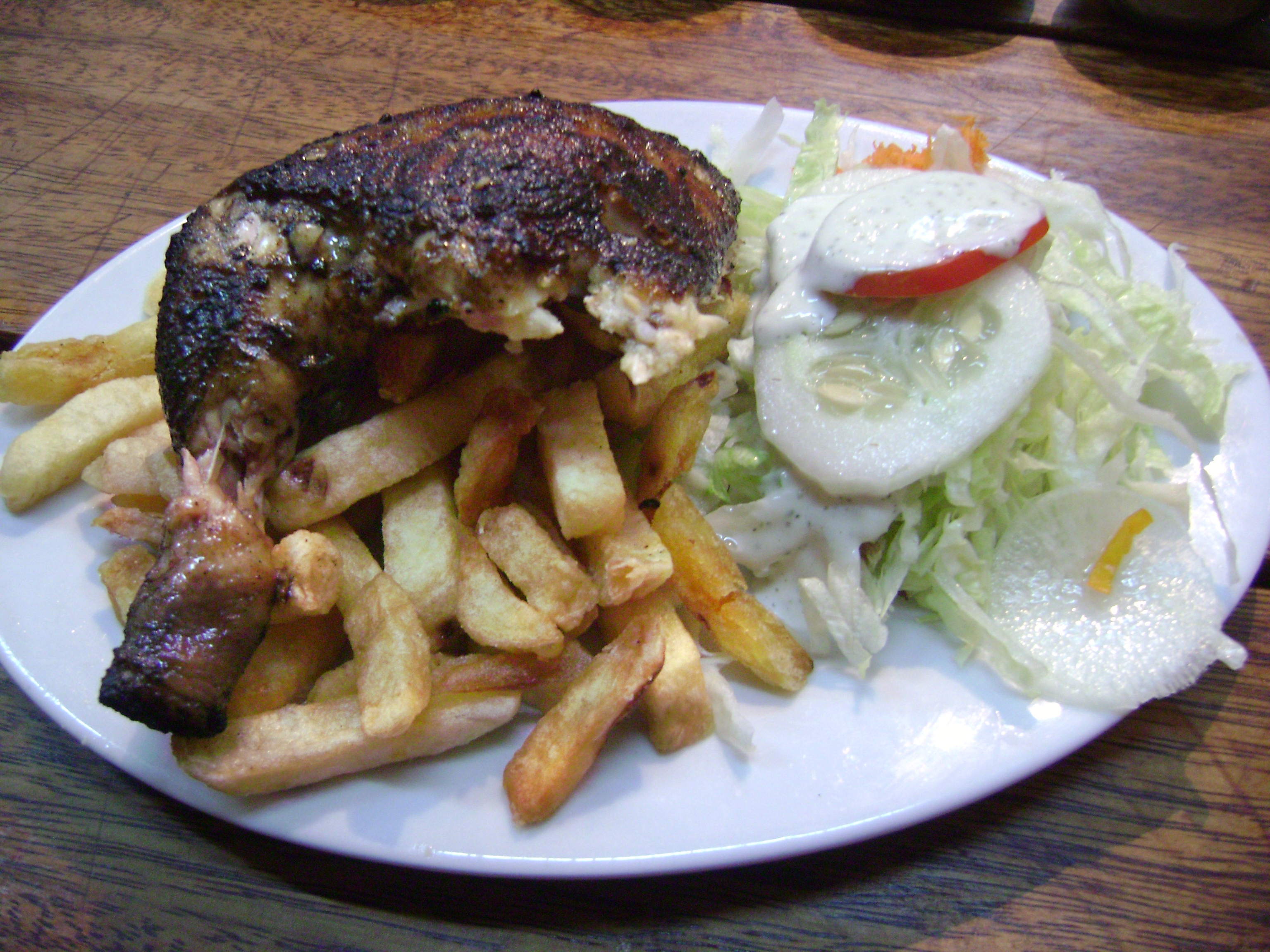
Pollo alla brace

Il pollo a la brasa (pollo alla brace) è uno dei piatti di maggior consumo in Perù. Consiste principalmente in un pollo eviscerato, macerato in una marinata che include diversi ingredienti e poi cotto alla brace. Le origini della ricetta sembrano risalire alla città di Lima durante gli anni cinquanta. Tuttavia, è certo che due cittadini svizzeri residenti in quegli anni in Perù, Roger Shuler e Franz Ulrich, inventato e registrato nel 1950, il brevetto per la macchina per cuocere il pollo alla griglia. Questo è un sistema meccanico di rotazione planetaria, che provoca polli a muoversi sul proprio asse con un movimento circolare contemporaneamente. Il piatto è accompagnato da patate fritte croccanti, insalata fresca e diverse creme (maionese, ketchup, salsa di olive, chimichurri e salse di peperoncino di tutti i tipi); nella selva del Perù le patate fritte sono sostituite da platano fritto.

### Chifa

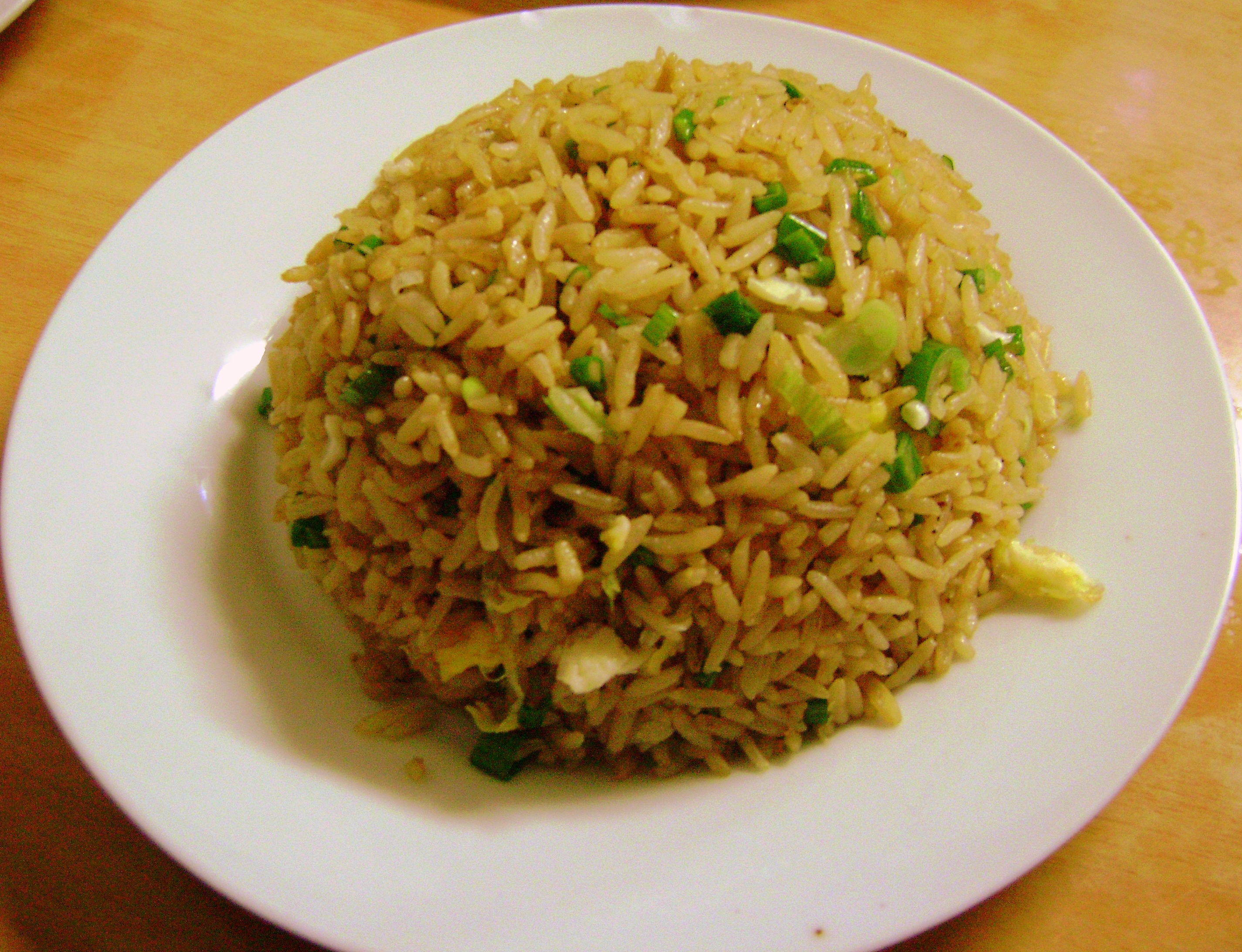
Riso Chaufa

Il “Chifa” è un termine utilizzato in Perù per riferirsi alla cucina che sorse dalla fusione tra la cucina peruviana e quella degli immigrati cinesi, principalmente cantonesi, che giunsero in Perù a metà del XIX secolo e agli inizi del XX secolo; si usa lo stesso termine per denominare i ristoranti che servono questo tipo di piatti.
Al giorno d'oggi i ristoranti di cucina cinese, con forti influenze di cucina criolla, sono molto comuni a Lima e in molte altre città del Perù. I principali piatti sono arroz chaufa, pollo TiPaKay, sopa wantán (zuppa wantan) e il cosiddetto "aeropuerto" (aeroporto) che è una combinazione di cucina chaufa con tagliolini saltati, serviti in un piatto grande.

## La cucina per regioni

### La cucina della Costa

#### La cucina di mare
Il Perù è uno dei principali produttori ed esportatori di farina di pesce per la alimentazione degli animali del mondo.
Vi sono molte specie di pesci autoctone del Perù e presenti solo nel suo territorio. In particolare alcune specie si trovano solo nei suoi fiumi, come il Rio delle Amazzoni e nei suoi affluenti, o nei suoi laghi, come il Titicaca.
Ogni regione costiera, con la propria fauna e flora, adatta la propria cucina ai prodotti delle sue acque.
Il chupe de camarón, tipico della Regione di Arequipa, è uno dei piatti più raffinati della costa peruviana. Si tratta di una spessa zuppa a base di pesci e crostacei, patate, latte e peperoncino.
I choritos a la chalaca sono aperitivi molto popolari in estate.

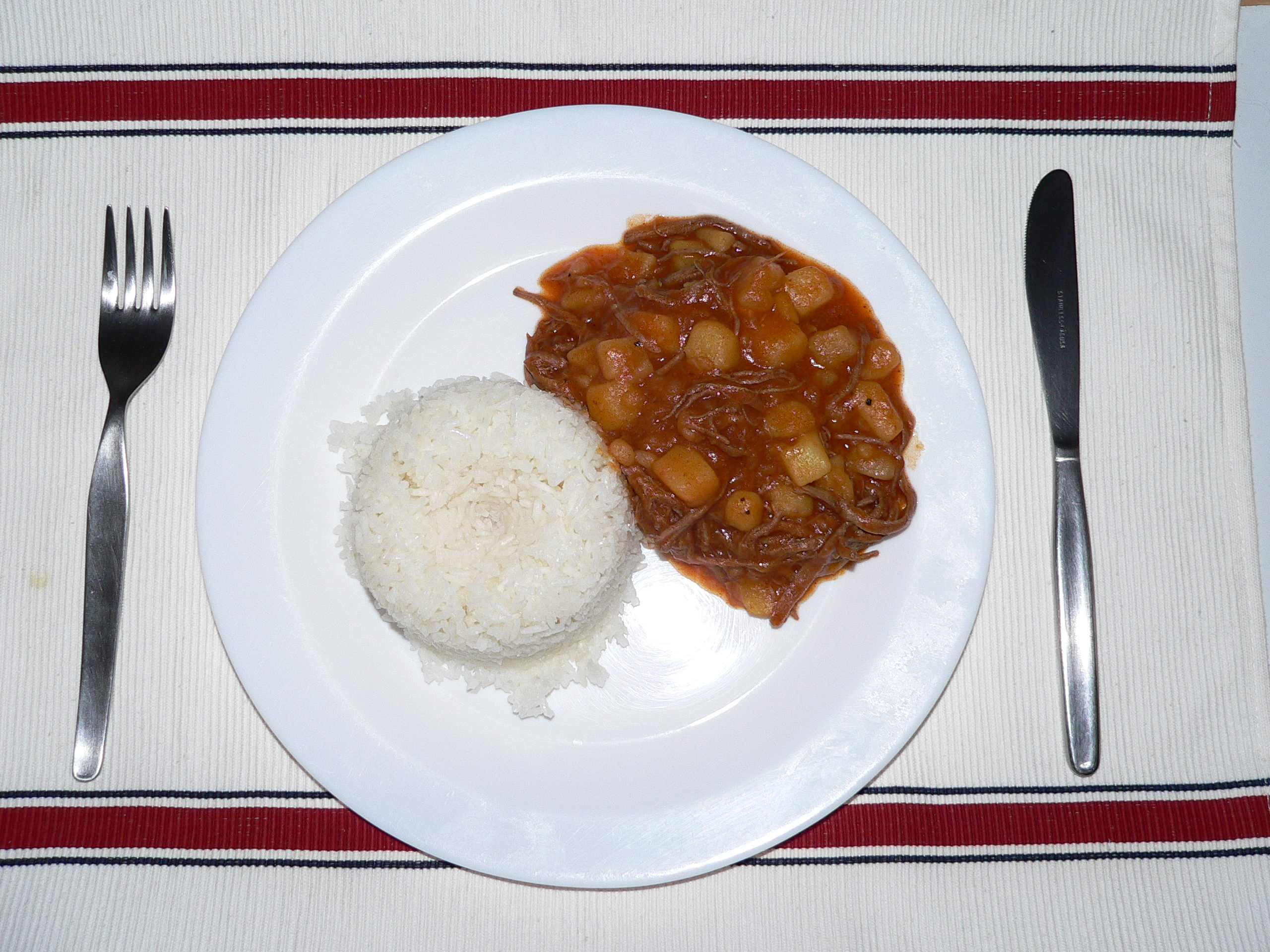
Carne mechada

#### La cucina criolla
La cucina criolla vanta circa 250 dessert tradizionali dal XIX secolo, originati principalmente nelle città costiere del Vicereame del Perù,  come i picarones, il turrón e la mazamorra morada.
A Tacna, agli inizi del XX secolo si inventò il suo piatto principale: il picante a la tacneña.
Grande punto di immigrazione, le città della costa si adattarono ai piatti di ogni cultura e regione. La criolla è la cucina principale di queste città. I ristoranti con menù di questo tipo sono numerosi, così come sono numerose le ricette dolciarie che costituiscono una ricchezza culinaria per le città di Lima, Arequipa, Ica, Trujillo, Lambayeque, ecc.
Tra i principali piatti ricordiamo: ají de gallina, carapulcra, escabeche, arroz con pollo, lomo saltado e rocotos ripieni.

### La cucina andina
Le Ande sono l'origine di culture millenarie e dei sapori della cucina peruviana. In questa parte alta del paese, l'alimentazione principale continua ad essere il mais, la patata e vari tuberi. Prodotti introdotti come il riso, il pane e la pasta, sono consumate quotidianamente al giorno d'oggi. Le varietà di carni consumate sono state arricchite da prodotti vaccini, suini e ovini. In luoghi elevati come Huancavelica si consuma ancora la carne di lama, di alpaca, e di animali selvatici.

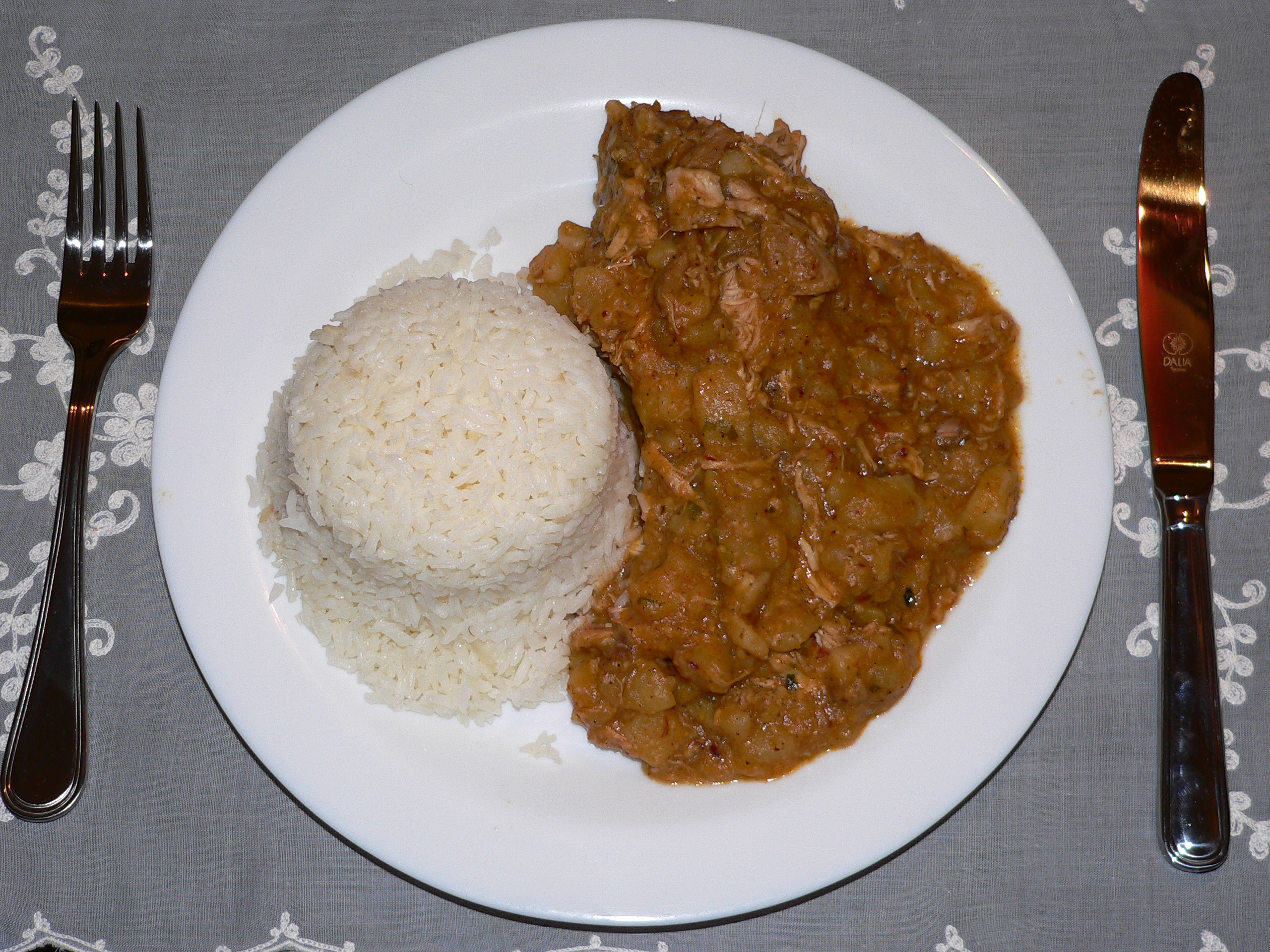
Carapulcra

La varietà e ricchezza della cucina andina è simile a quella della costa. Dal cuy alla zuppa di morón, alla papa a la huancaína, al sancochado, alla sopa chairo, a una moltitudine di dolci e granaglie molto originali che si consumano freschi o cotti in varie forme. Il caldo de cabeza e le costillas de carnero doradas sono una minima parte di una serie che si va via via diffondendo.
Un elemento comune alle zone andine del Perù è il consumo della carne di cuy, animale che è fortemente legato alla cultura locale da epoche millenarie e che è allevato dalle famiglie andine nelle cucine delle proprie case. La carne di cuy ha una bassa percentuale di grasso (7,6%) ed un alto contenuto proteico (20,3%).
Piatti della tradizione andina
- pachamanca: è un tipo di piatto regionale e campestre, originario delle regioni di Huánuco, Pasco, Junín e Ayacucho che si è esteso poco a poco a tutto il paese. La sua preparazione si realizza nel seguente modo: si scava un buco profondo in un luogo all'aria aperta, mentre si riscaldano delle pietre a parte; si mettono a cuocere sulle pietre calde cinque tipi di carne, patate, fave e si lascia coperto di foglie e terra per 2 ore circa.
- huatia: è un piatto che consiste di patate arrostite in piccoli forni, nella terra o in barbecue e servite con formaggio fresco andino, come il cachipa; la prima testimonianza di questo piatto si ha nel 1608 dal cronista Diego González Holguin. La sua preparazione è tradizionale all'epoca della raccolta delle patate. È anche detta huatiya o huatiayascca.[23]
- papa a la huancaína: è un piatto tipico della cucina peruviana che consta di una salsa preparata tritando o frullando peperoncino giallo, latte, olio e formaggio fresco e che viene servita generalmente sulle patate bollite. In altre preparazioni si aggiunge succo di limone, aglio e cipolla, o si usa il rocoto al posto del peperoncino giallo.
- ocopa: è un piatto tipico peruviano originario della città di Arequipa. È una salsa servita su patate bollite. La salsa è preparata con peperoncini mirasol secchi e senza semi, cipolla e aglio, biscotti, arachidi, huacatay, sale, olio. Il tutto liquefatto fino ad una consistenza molto caratteristica. Si decora il tutto con uovo sodo e olive, gamberi e patate.

Infine, si ricorda che molti pesci di acqua dolce, tra cui ad esempio la trota (introdotta alla fine del XIX secolo, sono parte della cucina tradizionale andina.

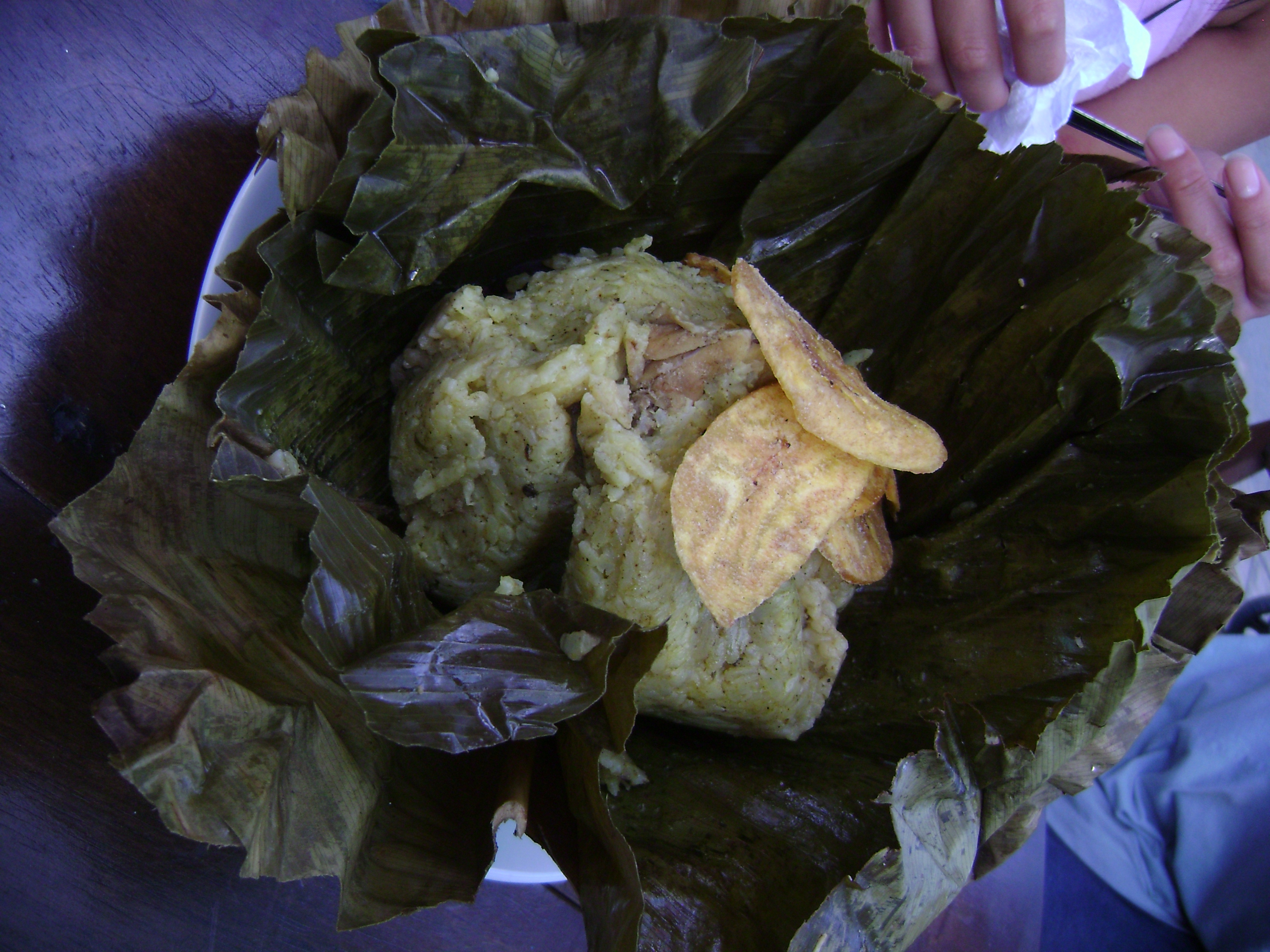
Juane di gallina

### La cucina della selva
Sono moltissimi gli ingredienti naturali della selva che entrano a far parte di questa cucina, tra i quali molti pesci d'acqua dolce. Tra questi, una menzione speciale va fatta al paiche, il pesce d'acqua dolce più grande del mondo (arriva a pesare fino a 300 kg e misurare fino a 2,5 m).
I piatti più conosciuti dell'Amazzonia peruviana sono il juane e il tacacho con Cecina. La cucina della selva ha come elementi base un condimento conosciuto come misto (o Mishkina), l'uso dell'ingiri (platano verde bollito) e la cottura delle carni, specialmente di pesci e del juane, avvolti in foglie di bijao (una palma con un aroma particolare)
La zona della selva del Perù ha una biodiversità in fauna, per cui è tradizionale il consumo di vari tipi di carne, come quelle dei maiali selvatici, vermi o suri, tapiri o sachavaca, roditori (majaz, añuje, punchada, sachacuy), armadillo, tartaruga terrestre o motelo, scimmie choro e maquisapa.
Tra la frutta ricordiamo il camu camu che contiene 40 volte di più di vitamina C del kiwi. Abbondano anche frutti esotici come mango, ananas e molti altri.

#### Principali piatti della selva peruviana
| Prodotti locali | Piatti             | Zuppe              | Bevande                       | Liquori             | Condimenti    |
| --------------- | ------------------ | ------------------ | ----------------------------- | ------------------- | ------------- |
| Camu Camu       | Juane              | Inchicapi          | Chapo                         | Masato              | Ají Charapita |
| Kiwi            | Tacacho con Cecina | Caldo de Carachama | Aguajina                      | Chuchuhuasi (Licor) | Pipí del Mono |
| Paiche          | Ensalada de Chonta | Timbuche           | Refresco de frutas amazónicas | Uvachado            |               |
| Ungurahui       | Apichado           |                    |                               | Siete Raíces        |               |
| Aguaje          | Plátano Relleno    |                    |                               | Rompe Calzón        |               |
| Quinoa          | Patarashca         |                    |                               |                     |               |

## Dessert e dolci

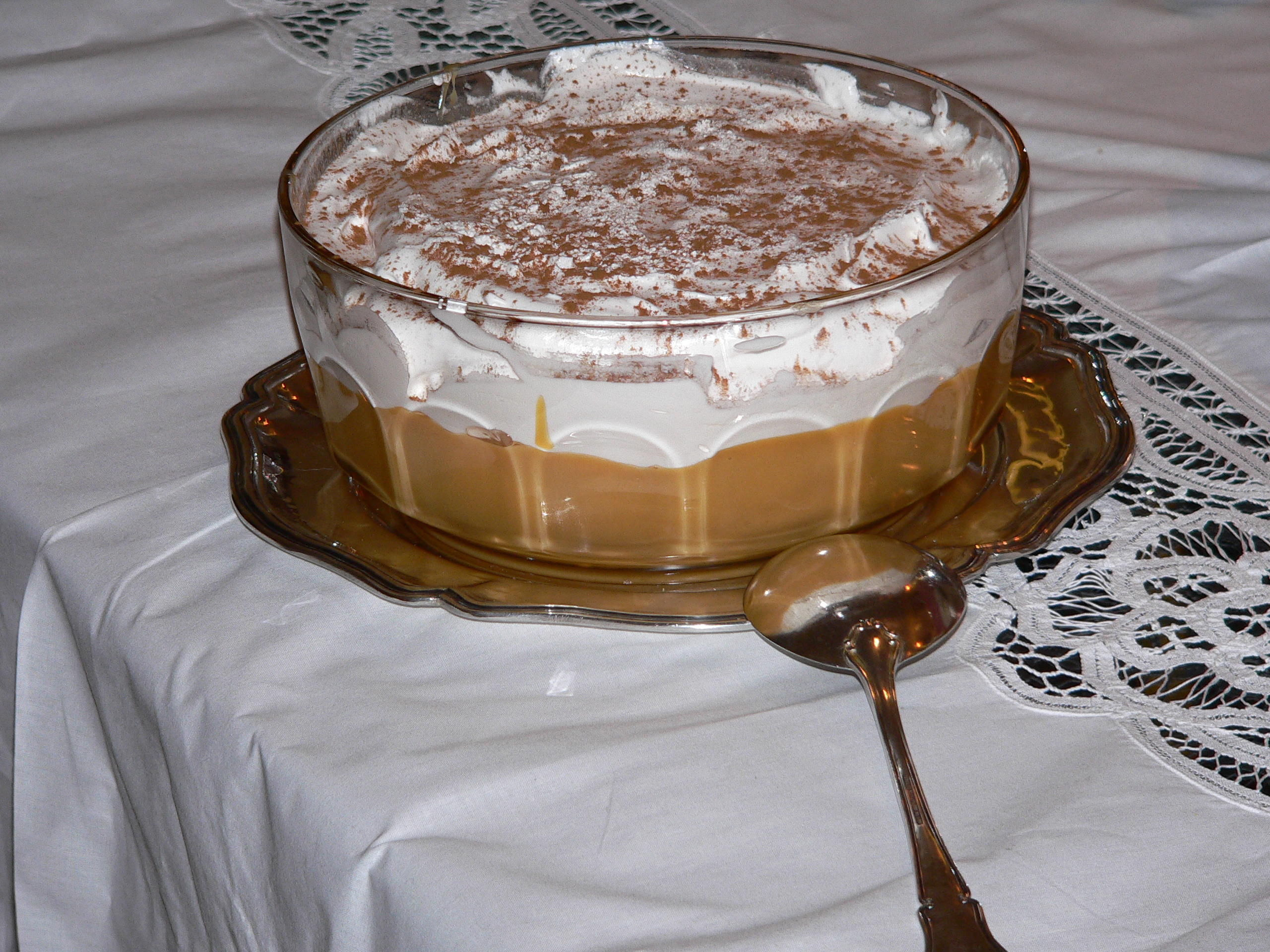
Suspiro de limeña.

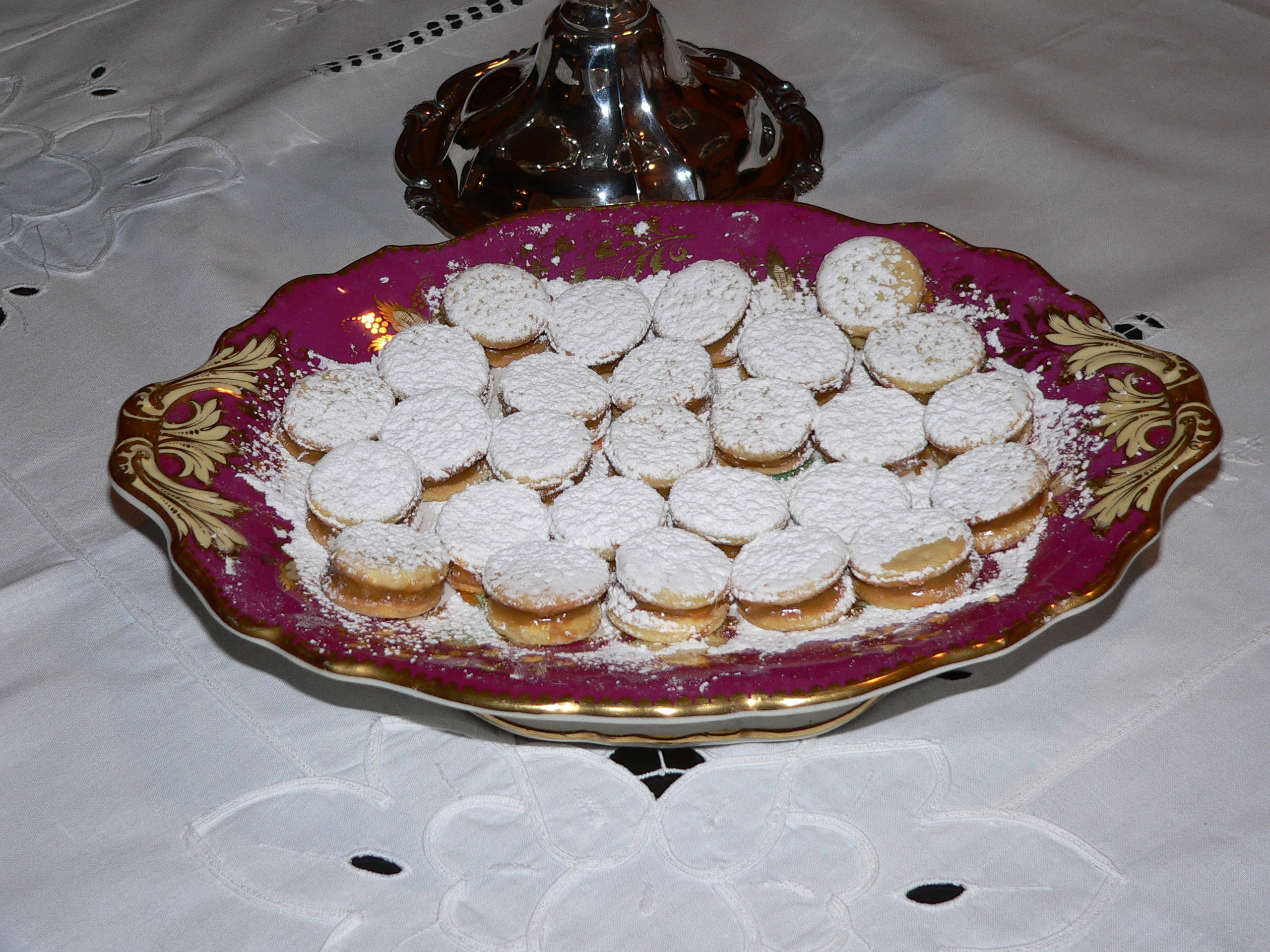
Alfajores peruviani in miniatura

- Alfajor: Dolce di origine coloniale.
- Arroz con leche: Dolce di origine coloniale; è di largo consumo in Perù così come la mazamorra morada.
- Arroz zambito: Simile all'arroz con leche, solo che nella preparazione si aggiunge la chancaca, o panela (un surrogato della canna da zucchero).
- Frejol colado: È una massa dolce elaborata a base di fagioli nella valle di Cañete nella Provincia di Lima e nella zona di Chincha (Regione di Ica). Si aggiunge al pane o si consuma in forma pura. Si accompagna a grani di ajonjolí tostati.
- King kong de manjarblanco: Dolce di Lambayeque preparato con biscotti (fatti di farina, burro, tuorlo d'uovo e latte), manjarblanco, ananas e arachidi. La sua origine è datata attorno agli anni trenta, periodo nel quale fu molto popolare il film King Kong da cui avrebbe preso il nome per le sue dimensioni. Attualmente è un prodotto di esportazione peruviana.
- Mazamorra morada: Dolce tipico elaborato a base di mais morado. Si spolvera di cannella in superficie al momento di servirlo.
- Picarones: È un piatto nel quale vengono serviti anelli fatti con una miscela di farina e pezzi di zucca, poi fritti in una pentola e bagnati di miele di chancaca. È un tipico dolce limeño, normalmente venduto per strada in tutto il paese. Pancho Fierro e Ricardo Palma (rispettivamente pittore e scrittore peruviani) inclusero la «picaronera», donna incaricata di preparare questo piatto, nelle loro opere.
- Ponderaciones: È un antico dolce limeño che consiste in una sottile massa di farina che viene fritta e addolcita con manjarblanco o marmellata.
- Ranfañote: Dolce limeño originario dell'epoca coloniale. Consiste in pezzi di pane bagnati nel miele di chancaca.
- Suspiro de limeña:  È un antico dolce limeño che consiste in strati di meringa su uno strato di manjarblanco. Si serve in coppa.
- Teja: È un dolce iqueño che consiste in una massa bianca zuccherata ripiena di manjarblanco (dolce di latte) e frutta secca come pecana ed altri tipi. Da questo dessert derivò la chocoteja che è simile alla teja, ma ricoperta di cioccolata.
- Torta helada: È una torta formata da tre strati: la parte superiore è costituita da gelatina di fragola, quella centrale da gelatina di fragola battuta con latte e l'inferiore da bizcochuelo. Si conosce dagli anni sessanta.
- Turrón de Doña Pepa: Dolce limeño ampiamente consumato durante il mese di ottobre, momento nel quale si tiene la festività del Signore dei Miracoli. La sua creazione è attribuita a Josefa Marmanillo, una schiava residente nella valle di Cañete, nota cuoca e devota del Cristo do Pachacamilla.

## Bibite, succhi e alcolici

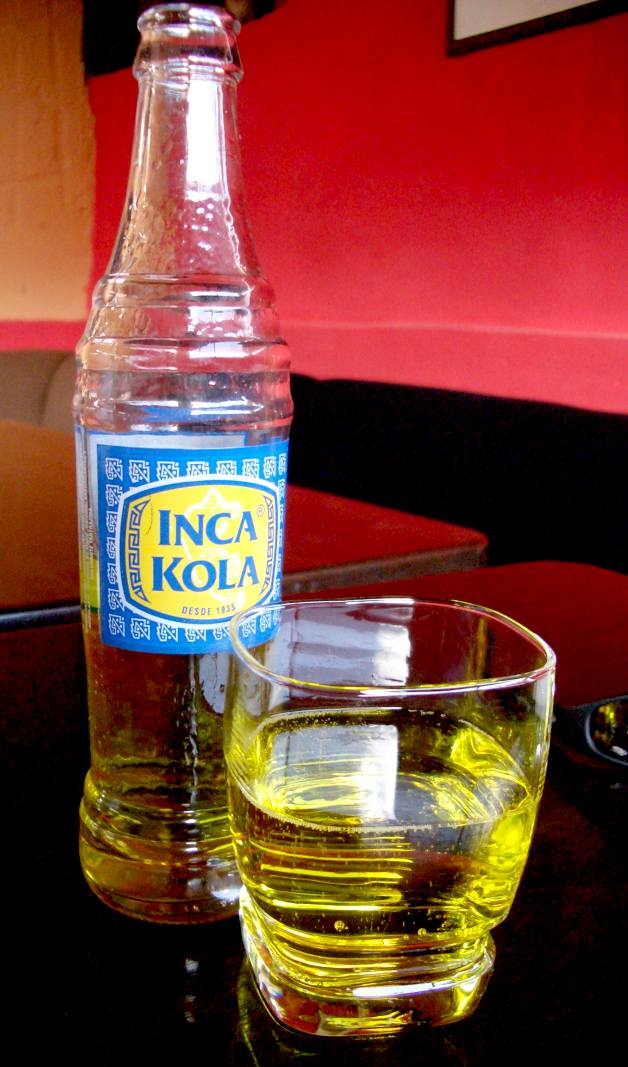
Inca Kola

### Bibite e infusioni
- Chicha morada: è una bevanda preparata con il mais morado bollito, al quale, una volta freddo, si aggiungono pezzi di ananas, gocce di lime, zucchero e ghiaccio. Attualmente esistono versioni in vasetto di questa bevanda prodotte da compagnie estere. Altre forme di chicha sono: Chicha Arequipeña, Chicha di arachidi, Chicha de Qiwicha, Chicha Loretana.
- Bibite gassose: ricordiamo la Inca Kola e la Kola Escocesa, entrambe tradizionali accompagnatrici dei cibi locali.[26] Inca Kola è la più conosciuta dentro e fuori del paese; è l'unica bevanda al mondo che è riuscita a superare la vendita della Coca Cola in un mercato locale. Kola Escocesa è una bibita prodotta con acqua minerale proveniente dalla località di Socosani (Regione di Arequipa), dove è considerata la bibita per eccellenza della regione ed usata per accompagnare la gastronomia arequipeña. Altre bevande gassose sono la Kola Inglesa, la Kola Real e la Triple Kola.
- Infusioni: il mate de coca è un infuso che si consuma a livello nazionale, tradizionale della zona andina, dove si utilizza per contrastare le nausee e il mal di altezza. Un'altra infusione tradizionale è il tè de tilo, che viene utilizzato come calmante e anche, nella medicina popolare, come "medicina" per combattere il susto (spavento) e il malocchio. Un altro tipo di tisana è il tè de uña de gato, che è una bevanda preparata con una pianta dell'Amazzonia, la uña de gato (Uncaria tomentosa), nota per le sue proprietà medicinali e curative.
- Succhi: grazie alla presenza di differenti tipi di frutta, è normale che esista un'ampia varietà di succhi di frutta, come ad esempio la cocona, il succo di camu camu, la aguajina (bibita a base di aguaje), ecc.
- Cremolada: è un derivato dei succhi di frutta, simile al sorbetto che si prepara raffreddando il succo fino a congelarlo, per poi frantumarlo e formare una massa semi-solida che si serve in vasetti. È popolare in estate. Un preparato simile è la raspadilla.

### Liquori e cocktail

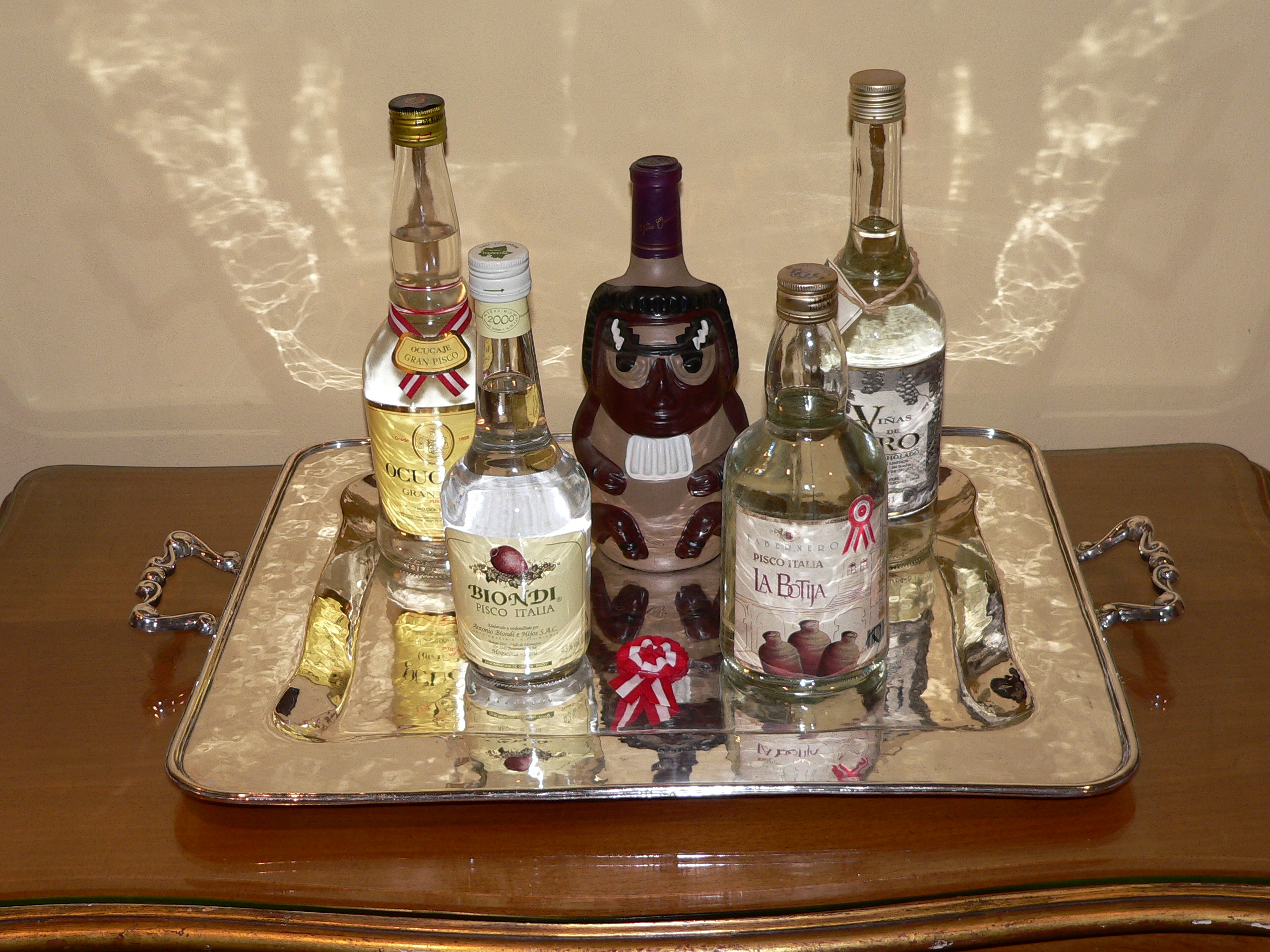
Bottiglie di pisco del Perù

- Chicha: è un prodotto derivato dalla fermentazione di un tipo di mais detto "jora" e da vari frutti e spezie aromatiche. La chicha peruviana presenta molte varietà (chicha de jora con pata de vaca, e il clarito sono solo alcuni esempi). La forma tradizionale, nota come chicha de jora, è preparata sin dall'epoca degli Incas. Esistono anche versioni della chicha de jora con alto contenuto alcolico; normalmente quando hanno alte gradazioni si chiamano chicha de año poiché una volta preparata la si lascia fermentare fino a 12 mesi. In quechua la si conosce come ajha o acca e si conserva in recipienti di terracotta noti come chombas.[27] È una bevanda diffusa in buona parte del territorio peruviano.
- Pisco: il pisco, originario del Perù, è la bevanda nazionale. Questo liquore proviene dalla fermentazione e distillazione di uva di due varietà locali di vite: la uva quebranta e l'uva Italia. Esistono quattro tipi di pisco peruviano: puro, mosto verde, acholado e aromatico. A base di pisco e lime si prepara il pisco sour, che è un'altra bevanda nazionale. Altri cocktail tradizionali preparati con il pisco sono ponche de los libertadores, il pisco punch, e il chilcano di pisco.
- Vino: i vini provengono da differenti regioni del paese, ma in particolare dalla regione di Ica. Un tipo tradizionale di vini peruviani sono gli aromatici che si producono con essenze alla frutta, come per esempio il vino di fico.
- Cachina: è il risultato della fermentazione immatura del succo d'uva. È molto popolare nella epoca di vendemmia che si celebra nella Regione di Ica.
- Masato: è una bibita ancestrale della selva peruviana e della selva sudamericana in generale. Si produce dalla fermentazione della yuca.

## Chef peruviani
- Gastón Acurio Jaramillo: chef e impresario limeño; possiede una catena di ristoranti di cucina peruviana diffusi in molti paesi.
- Guido Gallia Paredes: chef e impresario limeño; fondatore dell'Instituto de Alta Cocina D'Gallia, scuola di cucina a Lima, dove insegna da molti anni.